# تسوکاسا موریشیما
تسوکاسا موریشیما (森島 司 Morishima Tsukasa, زادهٔ ۲۵ آوریل ۱۹۹۷ در میه)، بازیکن فوتبال اهل ژاپن است.
از باشگاه‌هایی که در آن بازی کرده‌است می‌توان به باشگاه فوتبال سانفریس هیروشیما اشاره کرد.